# Pere Pavia
Pere Martínez Pavia, dit «Pavia» (Melilla 1927 - Palma, 2020) és un artista eclèctic i polivalent en tots els camps de l'art que ha tocat: escultura, il·lustració, dibuix, pintura, dramatúrgia, creador de peces de papiroflèxia, fotògraf… hi ha unes quantes escultures i gravats seus als carrers i carreteres de Mallorca.

## Activitat
Fou un dels darrers artistes formats dins un taller. Als 20 anys ja s'establí com a artista amb el seu estudi. De caràcter inquiet, la seva obra va evolucionar amb ell fins al seu darrer ale. Des del treball més realista de la primera joventut, al d'una mena de classicisme sensual, de tall cubista emmarcat dins de la modernitat més europea, que contrastava, però, amb l'academicisme de la Mallorca devota d'un règim que es negava a obrir-se a l'abstracció, mostrant el seu pavor per a poder apreciar la bellesa en la nuesa del cos humà, fins a l'esquematització total de la seva obra d'escultor madur, que sàviament va saber adaptar amb diversos materials, tant a les noves sensibilitats artístiques del nou segle, com a les seves afeblides forces físiques.

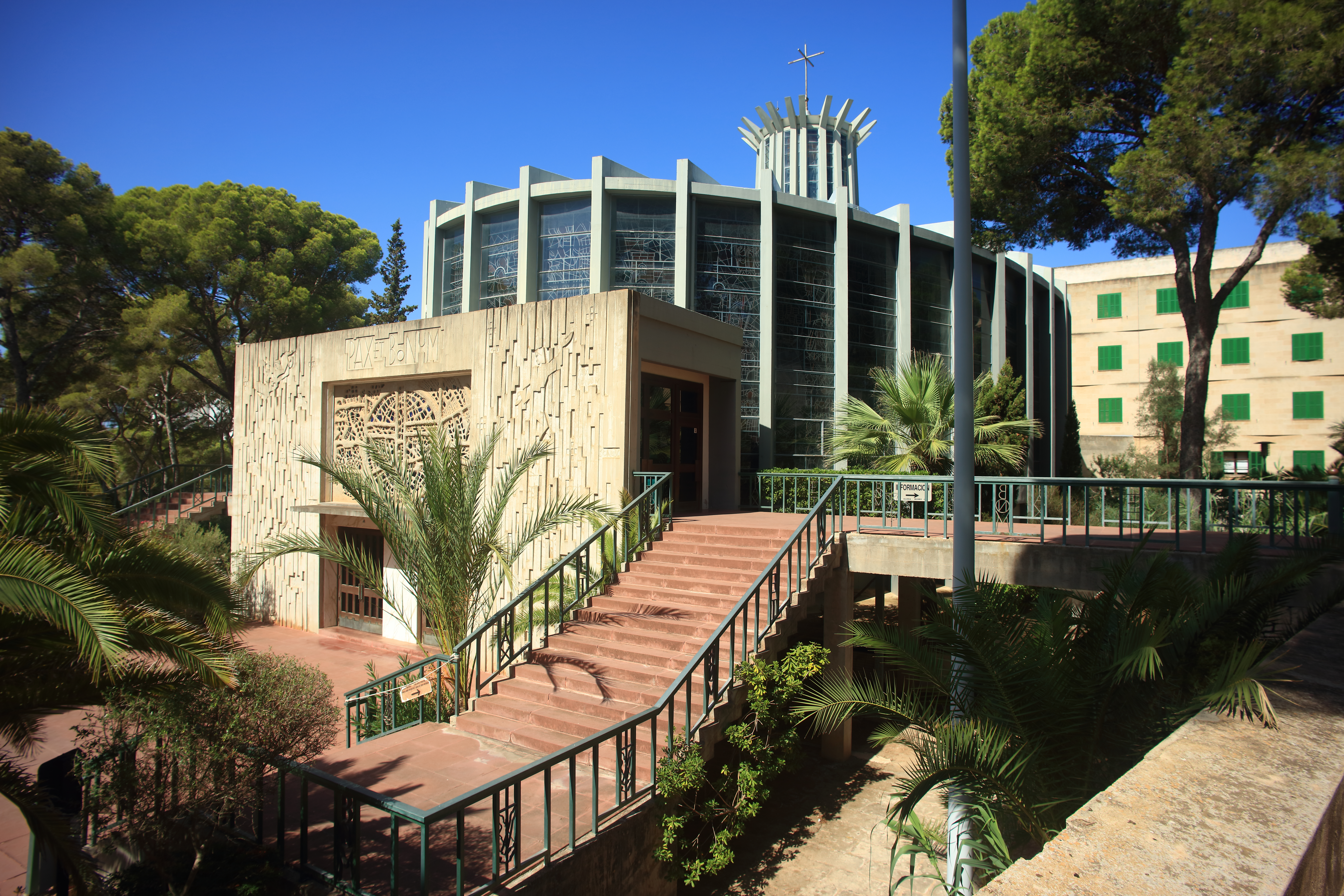
Església de la Porciúncula.

Els relleus de la façana de l'església de la Porciúncula, i de diversos edificis del carrer Jaume III de Palma, i altres carrers de l'eixample de Palma, foren fruit de la seva col·laboració amb l'arquitecte Josep Ferragut Pou. Li agradava veure la seva obra als carrers, ja que el seu art sempre el va entendre com un art pel poble, més que per una petita elit burgesa.
Després de passar per Arts aplicades i Oficis artístics de Palma i El Círculo de Bellas Artes de Madrid, es va dedicar a passejar-se pels jardins de l'asil de la Misericòrdia i del, aleshores, barri xinès de Palma, amb el seu amic i gran mestre el pintor Pep Bover, època a on es va començar a relacionar amb la intel·lectualitat mallorquina transgressora per reivindicar l'expressió de les seves creacions literàries en català, llengua prohibida pel règim de Franco, però que clamava per la seva supervivència com a llengua de primer ordre, com li corresponia per a ser la llengua pròpia d'aquestes illes. Entre Pavia i diferents poetes van sorgir diverses col·laboracions i amistats profundes com la mantinguda amb Guillem d'Efak, Jaume Vidal o Josep Maria Llompart, aquest darrer va fer de “comare” entre ell i la llibretera de Llibres Mallorca na Cisca Moll Marquès (1932-2018) –filla del filòleg menorquí Francesc de Borja Moll, amb qui va tenir dos fills. El seu matrimoni va arribar a les noces d'Or essent la parella d'estimats més coneguda de tot Can Amunt, per les seves llargues passejades i la bonhomia que encomanaven. Per l'editorial del seu sogre i per l'Obra Cultural Balear (OCB) es va destapar el Pavia il·lustrador de tantes portades de can Moll i pòsters de lluita contra el règim com el recordat: No siguis ase! o el del cos decapitat i el seu: Alerta que hi ficau! (referint-se al cervell). Així també fou l'autor del detall escultòric de la tomba del filòleg i la seva dona, inspirat amb l'esbart d'ocells en què cada primavera es recreava de camí a la seva feina de docent al Col·legi Lluís Vives.
Albert Boadella va oferir a Pavia una sortida professional amb un tomb artístic, que li permetia crear la seva obra, sense haver d'estar fermat als encàrrecs ni al gust de la clientela. Va estar amb la galeria Danús i va ser artista, (tota la vida) de la galeria Pelaries. El 1961 va realitzar a Sóller el «monument a les valentes dones», a l'ocasió del quart centenari de la batalla de 1561 contra una coalició de corsaris algerians, en honor de les germanes Francesca i Catalina Casesnoves, les «Valentes Dones» de Can Tamany que van tenir un paper important en la victòria.

## Obra

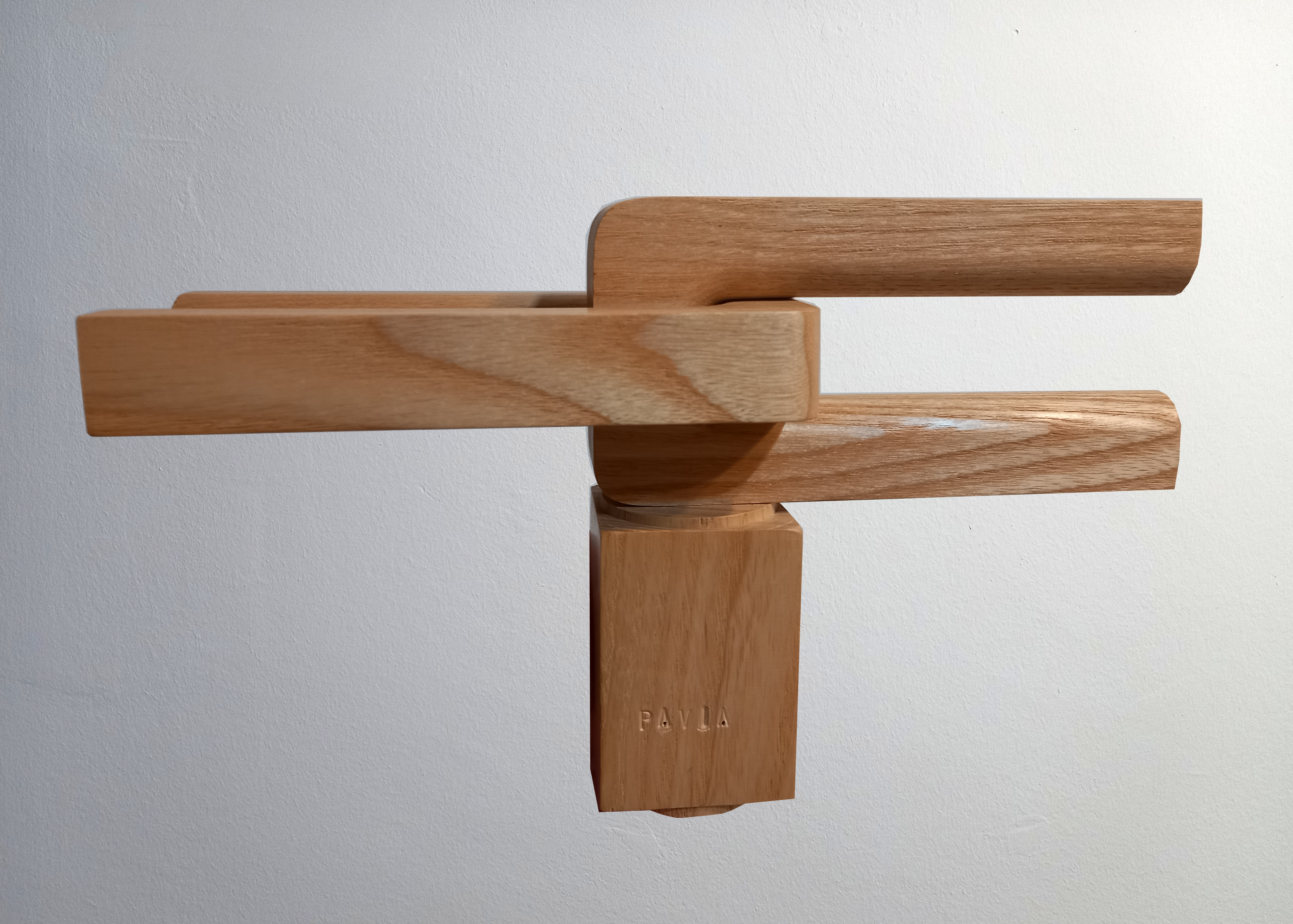
Reproducció d'una escultura de Pere Pavia per als premis 31 de desembre de l'OCB.

Des del primer premi 31 de Desembre de l'OCB, la seva escultura de les quatre barres entrellaçades, són l'obsequi per als guardonats. El Parlament de les Illes Balears va adquirir la seva obra Mediterrània.
A Ciutadella va guanyar el premi «Pintor Torrent» i la seva escultura llueix tant davant l'escola que du el nom d'aquest insigne pintor Menorquí, com amb una rèplica a l'entrada al Parlament de les Illes Balears. El 2014 va donar l'obra Monument a Torrent al parlament Balear.
El 2005 va ser homenejat amb la gran retrospectiva d'escultura al Casal Solleric i al 2015 amb l'íntima retrospectiva de dibuixos, a la capella de la Misericòrdia.